# حراجی جولین

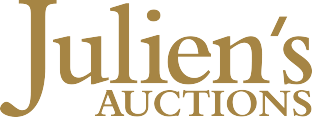
نشان‌وارهٔ رسمی حراجی جولین در شهر لس‌آنجلس - ۲۰۱۸

حراجی جولین (به انگلیسی: Julien's Auctions) نام یک خانهٔ مزایده در شهر لس‌آنجلس، کالیفرنیا آمریکا است. این خانهٔ حراج، به فروش آثار و دارایی‌های شخصی افراد سرشناسی همانند مایکل جکسون، الویس پریسلی و مریلین مونرو می‌پردازد. این خانهٔ مزایده، صدها نفر بازدیدکننده دارد و بسیاری از درآمدهای خود را به خیریه اهدا می‌کند. سرپرست و مدیرعامل این حراجی، دارن جولین (به انگلیسی: Darren Julien) است.

## آثار فروخته شده

### مایکل جکسون
در ژوئن ۲۰۱۱ (تیر ۱۳۹۰) ژاکت قرمز رنگی که مایکل جکسون آن را در ویدئوی «تریلر»، ساخته ۱۹۸۳ به تن کرده بود به قیمت یک میلیون و هشتصد هزار دلار (تقریبأ ۲ میلیارد تومان) در این حراجی به فروش رفت.
قیمتی که برای این کُت پراخت شد باعث شد که تبدیل به گران‌قیمت‌ترین جنس فروش رفته در حراجی جولین بشود. همچنین این کُت گران‌قیمت‌ترین شیء در میان آثار حراج شدهٔ مایکل جکسون تا به امروز می‌باشد.